# John Hoke III
John Hoke III es un diseñador estadounidense. Es el director de diseño de Nike, Inc. Dirige el equipo de diseño de la empresa, que incluye más de 1000 diseñadores industriales y de productos, diseñadores gráficos y diseñadores de moda, así como arquitectos, diseñadores de interfaz y de contenido digital.

## Primeros años y educación
Hoke creció en las afueras de Providence, Rhode Island. Cuando era niño, era atlético y disfrutaba correr con el calzado Nike waffle trainer. Después de gastar un par, cortaba el zapato por la mitad para examinar cómo estaba hecho.
Un verano, Hoke estaba flotando en una tabla de natación en una piscina, cuando se preguntó qué pasaría si pudiera encoger la tabla y ponerla debajo de su pie para amortiguar y ayudar con la absorción de impactos y la elasticidad. Hizo bocetos de su idea y su padre, un ingeniero, lo alentó a enviárselo al cofundador y presidente de Nike, Phil Knight. Para su sorpresa, Knight le respondió y le envió un par de zapatos y una camiseta, alentando a Hoke a trabajar para Nike cuando fuera mayor. En ese momento, Hoke tenía 12 años.
Hoke ha hablado abiertamente sobre crecer con dislexia, y ha dicho que considera el dibujo como su lengua materna. Con el apoyo de sus padres, trabajó con un especialista de la Universidad Brown y se dio cuenta de que su dislexia podía ser una ventaja y que sus puntos fuertes estaban en «el arte, el diseño y la creatividad».
Hoke recibió una licenciatura en arquitectura de Universidad Estatal de Pensilvania en 1988, seguido de una Maestría en Arquitectura de la Universidad de Pensilvania y un MBA de la Universidad Stanford.

## Obra y carrera
Al principio de su carrera, Hoke trabajó como fabricante de modelos para el arquitecto Michael Graves, quien, hasta su muerte en 2015, fue mentor de Hoke. Hoke fue contratado por Nike en 1992 como diseñador sénior en diseño ambiental. Sus primeros proyectos en Nike incluyeron el pabellón de Nike en los Juegos Olímpicos de Atlanta 1996 y NikeTown New York. En 2002, se convirtió en director creativo global de diseño de calzado.

### Colaboraciones
En Nike, ha colaborado con Serena Williams durante casi 20 años. Hablando sobre Williams para un artículo en The New York Times de la crítica de moda Vanessa Friedman, dijo que «en una escala del 1 al 10 de involucramiento con su ropa, ella está en un 10». Bajo su liderazgo, Nike también ha trabajado con diseñadores como Virgil Abloh, Max Lamb y Sebastian Wrong, el arquitecto Greg Lynn, y artistas como Tom Sachs y Travis Scott, y marcas como Jacquemus, Comme des Garçons y Louis Vuitton.
El edificio más grande de la sede mundial de Nike en Beaverton, Oregón, es el Edificio Serena Williams de 1 000 000 pies cuadrados (9 290 300 dm²) que presenta muchas referencias a la carrera de la atleta y su larga colaboración con Nike. Fue diseñado por Skylab Architecture, y, según Hoke, involucró una importante aportación creativa de la propia Williams. La casa de Hoke, también diseñada en colaboración con Skylab Architecture, aparece en la franquicia cinematográfica Crepúsculo.

### Sostenibilidad en Nike
En una entrevista con la revista Monocle, Hoke dijo: «La regeneración va a ser una gran parte del futuro del diseño, lo que significa la reinvención constante de la materia. Cómo esta zapatilla se convierte en una pelota de baloncesto, se convierte en camiseta, se convierte en bolso y vuelve a ser zapatilla. Tenemos ese poder, ese control, como diseñadores». Hoke también ha hablado sobre la filosofía de diseño «Move To Zero» de Nike y el papel que jugarán el diseño circular, la sostenibilidad y la reducción de la huella de carbono en su práctica de diseño, y ha declarado que «nuestro papel como una marca es ser muy consciente del deporte y de nuestro planeta». Sin embargo, la iniciativa «Move To Zero» ha sido criticada por no alcanzar sus objetivos declarados.
En 2023, Nike publicó un libro titulado No Finish Line que establece la visión de diseño de la empresa para el futuro. El prólogo fue escrito por Hoke e incluye ensayos y escritos de Geoff Manaugh y Sam Grawe.

## Miembro de la junta de Herman Miller
Hoke es miembro de la junta directiva de Herman Miller Inc. Es miembro del consejo de administración del Pacific Northwest College of Art. Es becario permanente de diseño en la Universidad Estatal de Pensilvania. Hoke se ha desempeñado como fideicomisario nacional del Museo Nacional de Diseño Cooper-Hewitt.

## Premios y honores
- Premio Pinnacle 2019, Asociación Internacional de Dislexia[13]
- Premio a los alumnos distinguidos de 2023, Universidad Estatal de Pensilvania[18][41]

## Vida personal
Hoke vive con su esposa y sus tres hijos en Portland, Oregón.

## Publicaciones
- The Surreal Visions of Hernán Díaz Alonso/HDA-X con prólogo de John Hoke III, ISBN 978-0-500-34350-0
- HENO Rolf y Mette Hay, editado por Kelsey Keith, con prólogo de John Hoke III, ISBN 978-1-83866-564-7
- Grawe, Sam (2020). Nike: better is temporary . Phaidon, Londres. ISBN 978-1-83866-051-2. OCLC 1239321925[42]
- After all, there is No Finish Line. (2023) Actual Source, Provo. ISBN 979-8-9872648-0-5[36][43][44]